# Janusz Gil (lekarz)
Janusz Gil (ur. w 1936 w Połańcu, zm. 20 grudnia 2020) – polski lekarz i samorządowiec, Honorowy Obywatel Połańca.
Ukończył liceum felczerskie w Kłodzku, a następnie studia medyczne na Akademii Medycznej w Łodzi. Od 1966 był lekarzem rodzinnym w Połańcu, gdzie z jego inicjatywy zmodernizowano i rozbudowano miejscowy ośrodek zdrowia. W latach 1993–1999 kierował miejscową przychodnią, jednocześnie w latach 1994–1998 piastując funkcję przewodniczącego Rady Miejskiej w Połańcu. W 1996 został wyróżniony tytułem Honorowego Obywatela Połańca. W latach 2002–2006 pełnił urząd burmistrza Połańca, obejmując następnie stanowisko dyrektora szpitala w Opatowie.

## Wybrane odznaczenia
- Krzyż Kawalerski Orderu Odrodzenia Polski[2],
- Złoty Krzyż Zasługi[1]